# Saint-Louis-du-Ha! Ha!
Saint-Louis-du-Ha! Ha! ou St-Louis-du-Ha! Ha! (pronúncia em francês: [sɛ.lwi.dy.aa]) é uma paróquia no RMC de Témiscouata na região de Bas-Saint-Laurent, no Quebec, Canadá, é o único local habitado do mundo que apresenta dois pontos de exclamação em seu nome. Em 2016, a paróquia tinha uma população de 1 292 habitantes.

## Etimologia
A origem do "Ha Ha" no nome da paróquia é incerta. Entre as hipóteses, tem-se argumentado que veio do Huron ou Montagnais ahaha, que significa, caminho, ou do índio americano hexcuewaska, que significa "algo inesperado". Este último significado deve ser comparado a expressão Ah! Ah! que os primeiros viajantes que chegaram em frente ao Lago Témiscouata teriam proferido ao ver a sua beleza. A Comissão de toponímia do Quebec, afirma que o nome da paróquia se refere ao Lago Témiscouata perto da região, o sentido do "haha" sendo uma palavra arcaica francesa para um impasse. O "Louis" pode se referir a Louis Marquis, um dos primeiros colonos da região, a Louis-Antoine Proulx, vigário da Rivière-du-Loup ou a Louis-Nicolas Bernier. Saint-Louis-du-Ha! Ha! é o único local do mundo que tem dois pontos de exclamação aparecendo no Guinness World Records.

## Demografia
| 1996  | 2001  | 2006  | 2011  | 2016  |
| ----- | ----- | ----- | ----- | ----- |
| 1 471 | 1 427 | 1 348 | 1 318 | 1 292 |